# 奇拉卡卢里佩特
奇拉卡卢里佩特（Chilakaluripet），是印度安得拉邦Guntur县的一个城镇。总人口89888（2001年）。

## 人口
该地2001年总人口89888人，其中男性44888人，女性45000人；0—6岁人口10041人，其中男5093人，女4948人；识字率59.05%，其中男性为68.17%，女性为49.95%。